# محمد بن عز الدين الحريري
الشريف محمد بن عز الدين الحريري (1922 - 1980) شاعر سوري. ولد في مدينة حماة ودرس فيها. انتسب إلى جامعة دمشق وتخرّج حاملًا شهادة الإجازة في الآداب العربية سنة 1981. عمل مدرّسًا للّغة العربية في ثانويات دمشق. نظم الشعر منذ كان تلميذًا في الاعدادية ونشر في عدد من المجلّات السورية والعربية. توفي في مسقط رأسه. له ديوان جمع بعد وفاته في 1985.

## سيرته
ولد السيد محمد بن عز الدين بن محمد بن عمر حسن بن محمد الحريري سنة 1922 م/ 1341 هـ في حماة، وأصل الأسرة من قرية بصر الحرير الواقعة في حوران، وقد جاء الجد الأعلى محيي الدين الحريري إلى حماة واستوطنها، وأنشأ فيها تكية عرفت بالتكية الحريرية، وينتهي نسب هذه الأسرة إلى أحمد الرفاعي الكبير، وتكنت بالحريري نسبة إلى جدهم الأكبر برهان الحريري المدفون ببصرى الحرير.

تلقى محمد بن عز الدين الحريري تعليمه الابتدائي والإعدادي والثانوي في حماة، ثم انتقل إلى دمشق، فالتحق بكلية الآداب قسم اللغة العربية، وتخرج فيها سننة 1951.ثم عمل معلمًا للغة العربية في المدارس الثانوية بدمشق، فمحررًا بمجلة المعلم العربي. وقد شارك في عدد من الأمسيات الشعرية، وتقديم الشعر عن طريق التلفزيون السوري وأصبح عضوًا في اتحاد الكتاب العرب. 

توفي في مسقط رأسه سنة 1980م / 1401 هـ.

## شعره
وصفه عبد العزيز البابطين في معجمه بأنه «شاعر مجدد يتنوع شعره بين الشكل العمودي الملتزم، والتفعيلي المعتمد على السطر الشعري، وتنوعت موضوعاته بين التعبير عن التحرر والاستقلال والوطن والأمة والمجتمع، وارتسمت لديه صور التخلف والهزائم والتشتت والعدوان الأجنبي. في شعره اهتمام بالطبقات الفقيرة والمحرومة، وتصوير أحوالها. تميز بطريقة طريفة في الوصف التصويري الحركي، وله قصائد كاملة اعتمد فيها السرد القصصي المعتمد على أسلوب القص التصويري المتحرك.»

## مؤلفاته
صدر عن اتحاد الكتاب العرب ديوان محمد الحريري في 1985، جمعه شوقي بغدادي.